# Anaciaeschna moluccana
Anaciaeschna moluccana là loài chuồn chuồn trong họ Aeshnidae. Loài này được lieftinck mô tả khoa học đầu tiên năm 1930.